# خورشیدگرفتگی ۲۴ ژوئیه ۲۰۷۴
خورشیدگرفتگی ۲۴ ژوئیه ۲۰۷۴ (به انگلیسی: Solar eclipse of July 24, 2074) یک خورشیدگرفتگی از نوع خورشیدگرفتگی حلقه‌ای است. این خورشیدگرفتگی در تاریخ ۲۴ ژوئیه ۲۰۷۴ میلادی (‎۳ مرداد ۱۴۵۳ خورشیدی) روی خواهد داد که زمان اوج آن، ساعت ۳:۱۰:۳۲ به‌وقت ساعت هماهنگ جهانی است. مدت زمان و طول این خورشیدگرفتگی ۱ دقیقه و ۵۸ ثانیه خواهد بود.